# بيت خاتم (كشر)

تعديل مصدري - تعديل

بيت خاتم هي إحدى قرى عزلة انهم الشرق بمديرية كشر التابعة لمحافظة حجة، بلغ تعداد سكانها 139 نسمة حسب تعداد اليمن لعام 2004.